# 田村栄太郎
田村 栄太郎（たむら えいたろう、1893年〈明治26年〉9月25日 - 1969年〈昭和44年〉11月29日）は、歴史家で、反骨・在野の民間史学者だった。遊廓街で育ったことから幼少時から遊女らと交渉を持った。風俗関係に関する研究で知られ、数多くの著書を出した。
任侠の世界なども著すが、民間史学としては、原典考証でやや未整理な点がある。

## 経歴
- 1893年 - 群馬県高崎市の人力車宿を営む家に生まれる
- 高崎商業学校を病気のため卒業間際に中退、病気が治ったあと上京、明治薬学校（現・明治薬科大学）に入るがほどなく中退、台湾に渡り、漢方薬の研究をするがほどなく帰国。1916年ころ結婚。左翼運動に参加する。
- 1923年 - 群馬共産党事件で検挙される
- 1928年 - 群馬県議会選挙に立候補するが落選
- 1929年 - 上京、以降群馬県には戻らず
- 1930年 - 「日本農民一揆録」を著す
- 1960年 - 雄山閣から「著作集」を出版
- 1969年 - 死去

## 著書
- 『五分の魂』聖光社書店　1925　ノンキナトウサン文庫
- 『日本農民一揆録』南蛮書房　1930
- 『明治初年の政治的農民一揆』文藝戰線出版部　1930
- 『一揆・雲助・博徒』大畑書店　1933
- 『封建制下の農民一揆』叢文閣　1933
- 「戰爭を覘く」白揚社、1934年
- 『忠臣蔵物語』白揚社　1934
- 『歴史の人物を抉ぐる』白揚社　1934
- 『近世日本交通史 伝馬制度と参覲交代』清和書店　1935
- 『歴史の真実を衝く』学芸社　1935
- 「日本風俗史」三笠書房、1936年
- 『郷土史研究の手引』白揚社　1938
- 『日柳燕石』春陽堂書店　1939
- 『板倉伊賀守』三元社　1941
- 「川路聖謨」日本電報通信社出版部 、1942年
- 『維新海軍の人々』北海出版社　1943
- 『外人の観た明治の日本』興亜書房　1943
- 『日本工業前史』東洋堂　1943
- 『日本工業文化史』科学主義工業社　1943
- 『日本電気技術者伝』科学新興社　1943
- 『日本の技術者』興亜書房　1943
- 「渡辺崋山の人と思想」今日の問題社、1943年
- 『大蔵永常 産業指導者』図書出版　1944
- 『川村純義・中牟田倉之助伝 明治海軍の創始者』日本軍事図書　1944
- 『日本の産業指導者』国民図書刊行会　1944
- 「近代日本農民運動史論」月曜書房、1948年
- 『裏返忠臣蔵』潮流社　1949
- 「やくざ」潮流社、1949年
- 『やくざ考』雄山閣　1958
- 『妖婦列伝』雄山閣　1960
- 『赤穂浪士 その歴史的背景と人間性』雄山閣出版　1964
- 『江戸東京風俗地理』第1-4 雄山閣　1964-65
- 「やくざの生活」雄山閣出版、1964年
- 『史料からみた秀吉の正体』雄山閣　1965
- 「江戸時代 町人の生活」雄山閣出版、1966
- 『史料からみた日蓮の正体』雄山閣出版　1966
- 『史料からみた義経と頼朝』雄山閣　1966
- 『勝麟太郎』雄山閣出版　1967　人物史叢書
- 『江戸時代の交通 近世日本交通史』雄山閣出版　1970
- 『史料からみた勝海舟』雄山閣　1974
- 『日本の風俗』編　柏書房　1981
- 『人物・近世産業文化史』雄山閣出版　1984
- 『人物・近世洋学文化史』雄山閣出版　1984
- 『日本職人技術文化史』雄山閣出版　1984
- 『近世の農民一揆』雄山閣出版　1985
- 『人物・近世エレキテル文化史』雄山閣出版　1985
- 『考証忍者物語』雄山閣出版　1988
- 『江戸庶民の暮らし』雄山閣　2003
- 『江戸城』雄山閣　2003
- 『江戸やくざ研究』雄山閣　2003
- 『江戸やくざ列伝』雄山閣　2003
- 『大江戸の栄華』雄山閣　2003

### 著作集
『田村栄太郎著作集』雄山閣出版（全7巻）、1960-61年
- (1)世直し
- (2)江戸の風俗　武家篇
- (3)江戸の風俗　町人篇
- (4)実録小説考
- (5)妖婦列伝
- (6)郷土史入門　上巻
- (7)郷土史入門　下巻

### 評伝
- 玉川信明『田村栄太郎 反骨の民間史学者』 リブロポート（シリーズ民間日本学者）, 1987年